# Turniej o Koronę Bolesława Chrobrego – Pierwszego Króla Polski 2019
Turniej o Koronę Bolesława Chrobrego – Pierwszego Króla Polski 2019 – 11. edycja turnieju żużlowego, która odbyła się 15 sierpnia 2019 roku w Gnieźnie. Turniej wygrał Przemysław Pawlicki.

## Wyniki
- Gniezno, 15 sierpnia 2019[4]
- NCD: Przemysław Pawlicki – 65,88 w półfinale 1
- Sędzia: Krzysztof Meyze

| Msc. | Zawodnik             | Klub         | Pkt    |             |  |
| ---- | -------------------- | ------------ | ------ | ----------- |  |
| 1    | Przemysław Pawlicki  | Grudziądz    | 10+3+3 | (2,3,2,2,1) |  |
| 2    | Kacper Gomólski      | Gdańsk       | 9+3+2  | (2,2,1,2,2) |  |
| 3    | Andžejs Ļebedevs     | Dyneburg     | 10+2+1 | (2,1,2,3,2) |  |
| 4    | Oliver Berntzon      | Gniezno      | 10+2+0 | (3,2,1,3,1) |  |
| 5    | Oskar Fajfer         | Gniezno      | 9+1    | (0,3,0,3,3) |  |
| 6    | Norbert Kościuch     | Toruń        | 8+1    | (1,1,3,1,2) |  |
| 7    | Adrian Gała          | Gniezno      | 9+0    | (3,1,2,0,3) |  |
| 8    | Andriej Kudriaszow   | Gniezno      | 8+0    | (1,0,3,1,3) |  |
| 9    | Rafał Okoniewski     | Łódź         | 9      | (3,2,3,1,w) |  |
| 10   | Krzysztof Buczkowski | Grudziądz    | 8      | (1,1,2,2,2) |  |
| 11   | David Bellego        | Poznań       | 7      | (1,3,3,0,0) |  |
| 12   | Mirosław Jabłoński   | Gniezno      | 7      | (3,2,0,2,w) |  |
| 13   | Jurica Pavlic        | Gniezno      | 6      | (0,0,0,3,3) |  |
| 14   | Marcin Nowak         | Poznań       | 6      | (2,3,0,0,1) |  |
| 15   | Frederik Jakobsen    | Gorzów Wlkp. | 2      | (0,0,1,1,0) |  |
| 16   | Kevin Fajfer         | Gniezno      | 1      | (0,-,1,-,0) |  |
| 17   | Damian Stalkowski    | Gniezno      | 0      | (0,0)       |  |

Bieg po biegu
1. [67,90] Jabłoński, Nowak, Kościuch, Fajfer
2. [67,00] Okoniewski, Lebiediew, Kudriaszow, Pavlic
3. [67,82] Berntzon, Gomólski, Buczkowski, Jakobsen
4. [66,23] Gała, Pawlicki, Bellego, Fajfer
5. [67,48] Fajfer, Berntzon, Gała, Pavlic
6. [66,57] Bellego, Okoniewski, Kościuch, Jakobsen
7. [66,97] Pawlicki, Jabłoński, Buczkowski, Kudriaszow
8. [67,07] Nowak, Gomólski, Lebiediew, Stalkowski
9. [67,35] Okoniewski, Buczkowski, Fajfer, Fajfer
10. [66,72] Kościuch, Pawlicki, Gomólski, Pavlic
11. [66,57] Bellego, Lebiediew, Berntzon, Jabłoński
12. [67,55] Kudriaszow, Gała, Jakobsen, Nowak
13. [67,20] Fajfer, Gomólski, Kudriaszow, Bellego
14. [66,59] Lebiediew, Buczkowski, Kościuch, Gała
15. [66,37] Pavlic, Jabłoński, Jakobsen, Stalkowski
16. [66,23] Berntzon, Pawlicki, Okoniewski, Nowak
17. [66,57] Fajfer, Lebiediew, Pawlicki, Jakobsen
18. [66,72] Kudriaszow, Kościuch, Berntzon, Fajfer
19. [66,30] Gała, Gomólski, Jabłoński (w), Okoniewski (w)
20. [66,02] Pavlic, Buczkowski, Nowak, Bellego

### Półfinały
1. [66,38] Gomólski, Berntzon, Fajfer, Kudriaszow
2. [65,88] Pawlicki, Lebiediew, Kościuch, Gała

### Finał
1. [66,10] Pawlicki, Gomólski, Lebiediew, Berntzon (d)